# Xysmalobium
Xysmalobium es un género de fanerógamas de la familia Apocynaceae. Contiene 91 especies descritas. Es originario de África.

## Descripción
Son hierbas erguidas de 30-80 cm de altura, ramificadas o escasamente ramificadas (basal), con el látex blanco, los órganos subterráneos son tubérculos (cilíndricos, a 1 m de largo). Los brotes son glabros o escasamente, puberulous. Las hojas pecioladas o subsésiles; herbáceas, de 3-15 cm de largo, 0.5-3.5 cm de ancho, lineales o lanceoladas u oblongas, basalmente truncadas o obtusas o sagitadas, ápice agudo, ligeramente ondulados o indiferenciados, adaxial glabra, pubescente, abaxialmente glabras, pubescentes .
Las inflorescencias son extra-axilares, solitarias, más cortas que las hojas adyacentes, con 4-20 flores, simples,  sésiles o pedunculadas, los pedúnculos más cortos que los pedicelos a casi tan largos como pedicelos, glabros, finamente puberulous; pedicelos glabros, pubescentes.

## Taxonomía
El género fue descrito por Robert Brown y publicado en On the Asclepiadeae 27. 1810. La especie tipo es: Xysmalobium undulatum (L.) W.T. Aiton.

## Especies aceptadas
A continuación se brinda un listado de las especies del género Xysmalobium aceptadas hasta diciembre de 2014, ordenadas alfabéticamente. Para cada una se indica el nombre binomial seguido del autor, abreviado según las convenciones y usos.	
1. Xysmalobium acerateoides
2. Xysmalobium andongense
3. Xysmalobium asperum
4. Xysmalobium banjoense
5. Xysmalobium baurii
6. Xysmalobium brownianum
7. Xysmalobium carinatum
8. Xysmalobium clavatum
9. Xysmalobium confusum
10. Xysmalobium congoense
11. Xysmalobium decipiens
12. Xysmalobium fraternum
13. Xysmalobium gerrardii
14. Xysmalobium gomphocarpoides
15. Xysmalobium gossweileri
16. Xysmalobium gramineum
17. Xysmalobium heudelotianum
18. Xysmalobium holubii
19. Xysmalobium involucratum
20. Xysmalobium kaessneri
21. Xysmalobium ligulatum
22. Xysmalobium membraniferum
23. Xysmalobium obscurum
24. Xysmalobium orbiculare
25. Xysmalobium parviflorum
26. Xysmalobium patulum
27. Xysmalobium pearsonii
28. Xysmalobium prunelloides
29. Xysmalobium reticulatum
30. Xysmalobium rhodesianum
31. Xysmalobium rhomboideum
32. Xysmalobium samoritourei
33. Xysmalobium sessile
34. Xysmalobium stockenstromense
35. Xysmalobium stocksii
36. Xysmalobium tenue
37. Xysmalobium trauseldii
38. Xysmalobium tysonianum
39. Xysmalobium undulatum
40. Xysmalobium vexillare
41. Xysmalobium winterbergense
42. Xysmalobium woodii
43. Xysmalobium zeyheri